# Palmer Lake
Palmer Lake è un centro abitato (town) degli Stati Uniti d'America, situato nella contea di El Paso dello Stato del Colorado. Nel censimento del 2000 la popolazione era di 2.179 abitanti.

## Geografia fisica
Secondo i rilevamenti dell'United States Census Bureau, Palmer Lake si estende su una superficie di 8,0 km².